# 「一帶一路」專員
「一帶一路」專員（英語：Commissioner for Belt and Road），通稱一帶一路專員，是香港特別行政區政府的官職，職級為首長級薪級第六級的部門首長。「一帶一路」專員負責領導商務及經濟發展局轄下的「一帶一路」辦公室，推動香港參與一带一路的工作及制定與倡導相應政策，並就相關事務統籌與港府不同部門、外國政府機關、企業及專業界別，以及社會大眾的聯繫及協調工作。
「一帶一路」專員職位於2016年由行政長官梁振英設立，並邀請曾出任首長級甲一級政務官的退休官員蔡瑩璧以不領取薪酬及福利的義務形式擔任，直接向行政長官負責。林鄭月娥接任行政長官後，港府正式向香港立法會申請在商務及經濟發展局開設「一帶一路」專員職位，並將專員設定為首長級薪級第六級的職位，可由公務員或非公務員出任。現任專員為何力治，他在2023年9月1日履新。

## 歷史

### 職位創設
中華人民共和國政府在2013年提出一带一路倡議後，行政長官梁振英在2016年1月發表的《2016年度香港行政長官施政報告》上提出成立督導委員會和辦公室負責相關工作。在2016年7月29日，梁振英宣佈「一帶一路」督導委員會和「一帶一路」辦公室在同年8月1日正式成立，並設「一帶一路」專員領導辦公室支援督導委員會的工作。港府同時宣佈退休高層官員蔡瑩璧受邀以不領取薪酬及福利的義務形式擔任專員職務，任期由2016年8月1日至梁振英政府任期完結。由於梁振英政府的議案在香港立法會上經常被泛民主派以拉布戰術拖延，因此以不領取薪酬及福利的義務形式設立專員一職被認為是刻意希望避過由立法會審議撥款程序。
蔡瑩璧在上任後致力向香港社會各界推廣一带一路倡議，宣傳倡議不但在一带一路國家策劃基础设施項目，更包括中小型企業的服务輸出，以及交換學生等民間合作交流。另外，專員在2017年起亦統籌香港參與一帶一路國際合作高峰論壇。梁振英亦指在專員領導下，香港在一带一路倡議的工作上有明顯進展。然而，隨著梁振英政府在2017年6月30日完結，蔡瑩璧亦卸任專員，專員一職亦告懸空。

### 設立編制職位

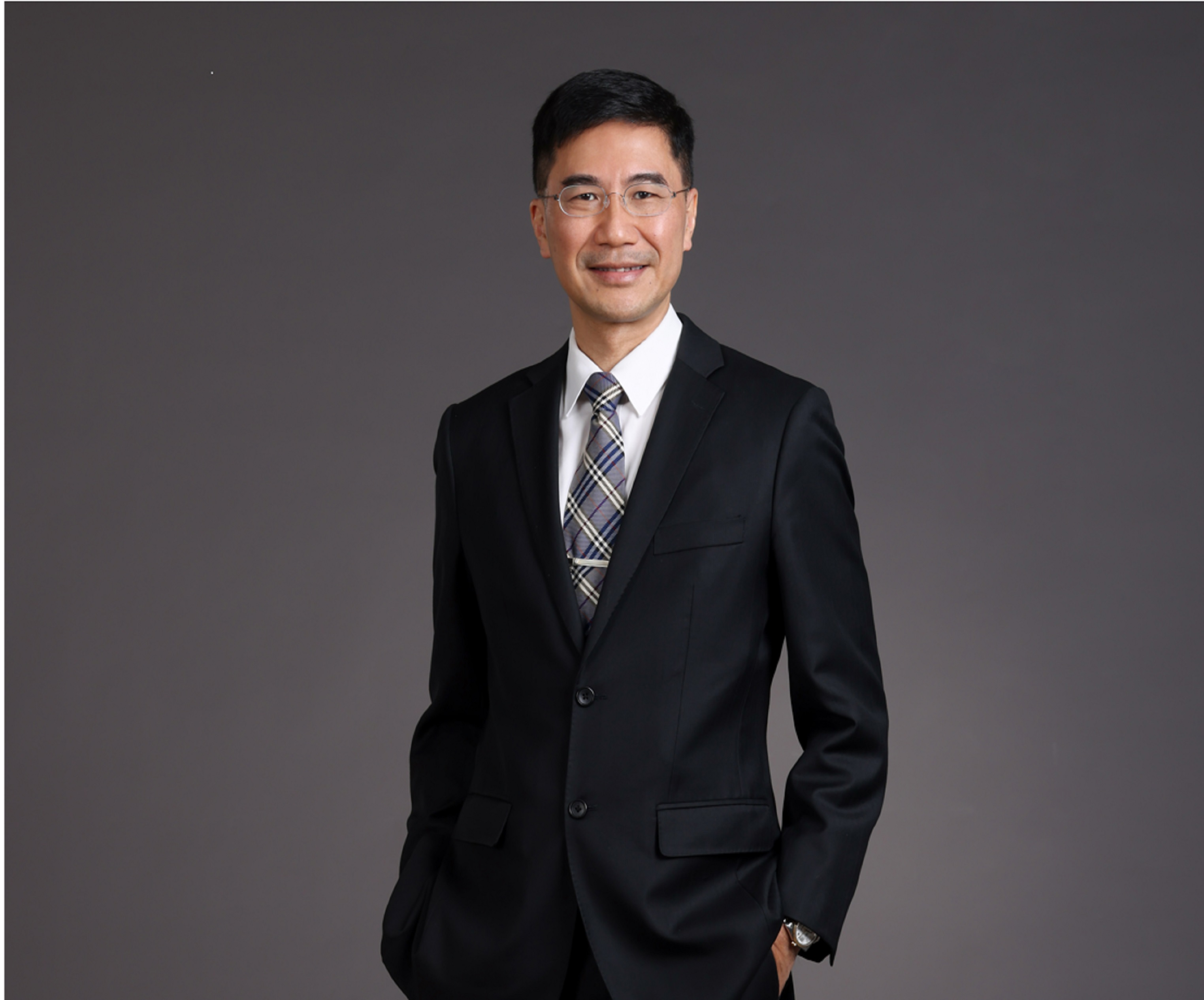
葉成輝自2019年起出任「一帶一路」專員，惟在2021年提早離任

林鄭月娥上任行政長官後，儘管「一帶一路」辦公室仍然在商務及經濟發展局之下運作，但並非編制職位的「一帶一路」專員職位懸空且未能展開招聘。在2017年12月，港府向立法會提交建議文件，要求正式在商經局內開設「一帶一路」專員職位，並將其職級設定為首長級薪級第六級，可由公務員調任或公開聘請非公務員人員出任。建議獲通過後，港府於2018至19財政年度取得資源聘任「一帶一路」專員，並在2018年8月起公開招聘非公務員出任該職。最終，港府經公開招聘委任葉成輝出任專員，並於2019年6月26日履新，為期三年。
不過，葉成輝在2021年10月5日提早離任，改於香港應用科技研究院出任行政總裁，港府逐於2021年12月安排因病休養多月的前政府新聞處處長鄭偉源在同年12月22日接任。然而，鄭偉源在上任不足八個月，港府就在2022年8月展開公開招聘新任「一帶一路」專員，而鄭亦於2022年12月8日改任香港特別行政區政府駐北京辦事處主任，使專員職位再次懸空，並由商經局副秘書長黃宗殷兼任署理其職務。
由於2022年8月的公開招聘未能覓得合適人選出任「一帶一路」專員，港府在2023年4月再次展開公開招聘程序邀請有興趣的高層行政管理人士應徵。及後，港府在2023年8月底宣佈建築師何力治獲委任為專員，並在同年9月履新。

## 專員列表
「一帶一路」專員在2016年8月1日設立時為無薪酬及福利的義務職位，而行政長官梁振英亦成功邀請到退休首長級甲一級政務官蔡瑩璧復出擔任專員，她在退休前為商務及經濟發展局工商及旅遊科的常任秘書長。首任專員直接向行政長官匯報，而商務及經濟發展局僅為向「一帶一路」專員提供行政支援。在林鄭月娥政府任內正式設立的「一帶一路」專員則被設定為首長級薪級第六級的職位，可由公務員或非公務員出任。設立編制後，港府在2018年8月展開公開招聘非公務員條款的專員，並在2019年6月委任葉成輝出任專員，惟他在2021年10月提早離任。因應葉成輝離任，港府委任首長級甲級政務官鄭偉源在2021年12月接任。及後，港府在2022年8月及2023年4月兩度展開公開招聘，最終方覓得何力治出任專員。
1. 蔡瑩璧（任期：2016年8月1日至2017年6月30日）[1][2]
2. 葉成輝（任期：2019年6月24日至2021年10月4日）[8][9]
3. 鄭偉源（任期：2021年12月22日至2022年12月7日）[10][12]
4. 何力治（任期：2023年9月1日至今）[15]

## 外部連結
- 「一帶一路」辦公室 （页面存档备份，存于）